# Peru op de Olympische Zomerspelen 1968
Peru nam deel aan de Olympische Zomerspelen 1968 in Mexico-Stad, Mexico. Voor de vierde keer op rij werd geen enkele medaille gewonnen, alhoewel het vrouwenvolleybalteam met een vierde plaats dicht bij was.

## Deelnemers en resultaten

### Atletiek
| Olympiër           | Discipline       | Resultaat | Prestatie                                                                       |
| ------------------ | ---------------- | --------- | ------------------------------------------------------------------------------- |
| Fernando Acevedo   | 200m (m)         | 12e       | serie 5: 4de in 21,02 kwartfinale 2: 3de in 20,78 halve finale 1: 8ste in 20,91 |
| Alfredo Deza       | 110m horden (m)  | 26e       | serie 5: 6de in 14,38                                                           |
| Fernando Abugattás | hoogspringen (m) | 29e       | kwalificatie groep B: 12de met 2,03m                                            |
| Roberto Abugattás  | hoogspringen (m) | 35e       | kwalificatie groep B: 17de met 2,00m                                            |

### Boksen
| Olympiër         | Discipline | Resultaat | Prestatie |
| ---------------- | ---------- | --------- | --- |
| Luis Minami      | -60kg (m)  | 5e        | 1ste ronde: vrij 2de ronde: W van BIR Tun: knock-out 3de ronde: W van TUR Sevimli: 3-2 kwartfinale: V van YUG Vujin: 0-4 |
| Marcelo Quiñones | -75kg (m)  | 16e       | 1ste ronde: V van USA Jones: 0-5                                                                                         |

### Roeien
| Olympiër                                  | Discipline   | Resultaat | Prestatie                                            |
| ----------------------------------------- | ------------ | --------- | ---------------------------------------------------- |
| Lauro Pacussich Héctor Menacho Juan López | twee-met (m) | 14e       | serie 3: 6de in 8.49,26 herkansingen: 4de in 8.25,90 |

### Schermen
| Olympiër      | Discipline | Resultaat | Prestatie |
| ------------- | ---------- | --------- | --- |
| Enrique Barúa | floret (m) | 49e       | 1ste ronde groep 4: 5de V van ROU Tiu V van FRA Magnan V van RAU El-Husseini V van CUB Ruiz W van ARG Nannini |

### Schietsport
| Olympiër             | Discipline          | Resultaat | Prestatie                        |
| -------------------- | ------------------- | --------- | -------------------------------- |
| Gladys Baldwin López | 50m geweer liggend  | 31e       | 591 punten: (99-99-98-97-100-98) |
| Antonio Vita         | 50m pistool         | 42e       | 533 punten: (88-87-88-87-93-90)  |
| Víctor Tantalean     | 25m snelvuurpistool | 41e       | 572 punten: (286-286)            |
| Pedro Gianella       | skeet               | 5e        | 194 punten                       |
| Walter Perón         | trap                | 48e       | 175 punten                       |

### Volleybal
| Olympiër | Discipline | Resultaat | Prestatie |
| --- | ---------- | --------- | --- |
| Olga Asato Irma Cordero Luisa Fuentes Esperanza Jiménez Teresa Nuñez Ana María Ramírez Aida Reyna Alicia Sánchez Norma Velarde | zaal (v)   | 4e        | groepsfase: 4de W van Mexico: 3-2 (15-17, 15-5, 10-15, 15-2, 15-7) W van Zuid-Korea: 3-0 (15-13, 15-6, 15-9) V van Japan: 0-3 (3-15, 11-15, 9-15) V van Sovjet-Unie: 0-3 (4-15, 9-15, 9-15) V van Tsjecho-Slowakije: 2-3 (15-7, 15-13, 9-15, 2-15, 3-15) W van Verenigde Staten: 3-1 (15-11, 15-0, 14-16, 15-12) V van Polen: 1-3 (10-15, 16-14, 9-15, 8-15) |

| Groepsfase |                   |             |             |             |      |      |       |           |           |           |        |
| #          | Land              | Wedstrijden | Wedstrijden | Wedstrijden | Sets | Sets | Sets  | Setpunten | Setpunten | Setpunten | Punten |
| #          | Land              | G           | W           | V           | V    | T    | Saldo | V         | T         | Saldo     | Punten |
| 1          | Sovjet-Unie       | 7           | 7           | 0           | 21   | 3    | +18   | 333       | 194       | +139      | 14     |
| 2          | Japan             | 7           | 6           | 1           | 19   | 3    | +16   | 318       | 147       | +171      | 13     |
| 3          | Polen             | 7           | 5           | 2           | 15   | 11   | +4    | 324       | 304       | +20       | 12     |
| 4          | Peru              | 7           | 3           | 4           | 12   | 15   | -3    | 306       | 327       | -21       | 10     |
| 5          | Zuid-Korea        | 7           | 3           | 4           | 11   | 14   | -3    | 276       | 305       | -29       | 10     |
| 6          | Tsjecho-Slowakije | 7           | 3           | 4           | 11   | 15   | -4    | 307       | 307       | 0         | 10     |
| 7          | Mexico            | 7           | 1           | 6           | 7    | 18   | -11   | 215       | 338       | -123      | 8      |
| 8          | Verenigde Staten  | 7           | 0           | 7           | 4    | 21   | -17   | 196       | 353       | -157      | 7      |

| Ronde      | Datum       | Plaats            | Land | Score            | Land |
| ---------- | ----------- | ----------------- | ---- | ---------------- | ---- |
| Groepsfase |             |                   |      |                  |      |
| 13 oktober | Mexico-Stad | Peru              | 3-2  | Mexico           |      |
| 14 oktober | Mexico-Stad | Peru              | 3-0  | Zuid-Korea       |      |
| 15 oktober | Mexico-Stad | Japan             | 3-0  | Peru             |      |
| 17 oktober | Mexico-Stad | Sovjet-Unie       | 3-0  | Peru             |      |
| 20 oktober | Mexico-Stad | Tsjecho-Slowakije | 3-2  | Peru             |      |
| 23 oktober | Mexico-Stad | Peru              | 3-1  | Verenigde Staten |      |
| 25 oktober | Mexico-Stad | Polen             | 3-1  | Peru             |      |

### Zwemmen
| Olympiër             | Discipline          | Resultaat | Prestatie                                    |
| -------------------- | ------------------- | --------- | -------------------------------------------- |
| Juan Carlos Bello    | 200m vrije slag (m) | 9e        | serie 7: 1ste in 2.01,3                      |
| Juan Carlos Bello    | 200m wisselslag (m) | 9e        | serie 5: 2de in 2.17,5 finale: 4de in 2.13,7 |
|                      |                     |           |                                              |
| Rosario de Vivanco   | 100m vrije slag (v) | 31e       | serie 4: 5de in 1.04,7                       |
| Rosario de Vivanco   | 200m vrije slag (v) | 22e       | serie 6: 5de in 2.22,2                       |
| Consuelo Changanaqui | 200m vrije slag (v) | 18e       | serie 6: 4de in 2.20,7                       |
| Consuelo Changanaqui | 400m vrije slag (v) | 22e       | serie 5: 4de in 5.02,9                       |
| Consuelo Changanaqui | 200m wisselslag (v) | 16e       | serie 2: 3de in 2.40,0                       |
| Consuelo Changanaqui | 400m wisselslag (v) | 19e       | serie 5: 4de in 5.52,2                       |

Afghanistan · Algerije · Amerikaanse Maagdeneilanden · Argentinië · Australië · Bahama's · Barbados · België · Bermuda · Birma · Bolivia · Bondsrepubliek Duitsland · Brazilië · Brits-Honduras · Bulgarije · Canada · Centraal-Afrikaanse Republiek · Ceylon · Chili · Colombia · Congo-Kinshasa · Costa Rica · Cuba · Denemarken · Dominicaanse Republiek · Duitse Democratische Republiek · Ecuador · El Salvador · Ethiopië · Fiji · Filipijnen · Finland · Frankrijk · Ghana · Griekenland · Groot-Brittannië · Guatemala · Guinee · Guyana · Honduras · Hongarije · Hongkong · Ierland · IJsland · India · Indonesië · Irak · Iran · Israël · Italië · Ivoorkust · Jamaica · Japan · Joegoslavië · Kameroen · Kenia · Koeweit · Libanon · Libië · Liechtenstein · Luxemburg · Madagaskar · Maleisië · Mali · Malta · Marokko · Mexico · Monaco · Mongolië · Nederland · Nederlandse Antillen · Nicaragua · Nieuw-Zeeland · Niger · Nigeria · Noorwegen · Oeganda · Oostenrijk · Pakistan · Panama · Paraguay · Peru · Polen · Portugal · Puerto Rico · Roemenië · San Marino · Senegal · Sierra Leone · Singapore · Soedan · Sovjet-Unie · Spanje · Suriname · Syrië · Taiwan · Tanzania · Thailand · Trinidad en Tobago · Tunesië · Turkije · Tsjaad · Tsjecho-Slowakije · Uruguay · Venezuela · Verenigde Arabische Republiek · Verenigde Staten · Vietnam · Zambia · Zuid-Korea · Zweden · Zwitserland